# Obed River
Der Obed River ist ein Fluss im US-Bundesstaat Tennessee, der einen Teil des Cumberland Plateau entwässert. Sein Flusslauf und der seinen Zuflüsse sind beliebt bei Wildwasser-Enthusiasten.
Der Obed River hat seinen Ursprung im Cumberland County, südlich von Crossville.
Der U.S. Highway 70 überquert den Fluss zwischen Crossville und dem städtischen Flugplatz.
Der Little Obed River mündet in den Obed River nahe der Brücke des U.S. Highway 70N und der Brücke einer stillgelegten Bahnstrecke zwischen Nashville und Knoxville.
Kurz darauf quert der U.S. Highway 127 und die Interstate 40 den Fluss.
Im Anschluss durchfließt der Obed River ein sehr abgelegenes Gebiet.
Er wird nach mehreren Kilometern von der State Route 298 (Genesis Road) gequert.
Ab diesem Punkt abstrom bis zu seiner Mündung ist der Obed River als National Wild and Scenic River ausgezeichnet. Seine Nebenflüsse Clear Creek und Daddys Creek
besitzen ebenfalls diesen Schutzstatus.
Nachdem er in den Morgan County fließt, trifft der Daddys Creek, ein ideales Wildwasser-Rafting-Gewässer, auf den Obed River.
Abstrom liegt die Mündungsstelle des Clear Creek.
Dieser ist, ebenfalls wie der Daddys Creek, in Zeiten hoher Wasserführung ein beliebter Wildwasserfluss.
Mehrere Kilometer abstrom trifft der Emory River von links auf den Obed River.
Obwohl der Obed River der größere der beiden Flüsse ist, heißt der Fluss unterhalb deren Zusammenflusses „Emory River“.